# Bosc dels Absents
El Bosc del Record (en castellà, Bosque del Recuerdo), anteriorment conegut com a Bosc dels Absents (en castellà Bosque de los Ausentes) és un monument commemoratiu construït com a homenatge a les 191 víctimes dels atemptats de l'11 de març del 2004 a Madrid i a l'agent de les forces especials mort quan set sospitosos de perpetrar aquests atemptats es van suïcidar amb bombes el 3 d'abril del 2004 a Leganés. El Bosc dels Absents es troba a la Chopeda, al parc del Retiro, prop de l'estació d'Atocha, i consta de 118 hectàrees amb 192 arbres (22 oliveres i 170 xiprers), un per cada assassinat.
Inicialment va ser instal·lat en un illot de la glorieta d'Atocha, i es va crear originàriament com a part de la decoració dels carrers per les quals havia de passar la comitiva del casament del Príncep Felip i Letizia Ortiz.
Un cop celebrat l'esdeveniment, el consistori va decidir reconstruir de forma més elaborada el Bosc dels Absents al parc del Retiro. El Rei Joan Carles I i la Reina Sofia van presidir la cerimònia inaugural, que va tenir lloc l'11 de març del 2005, el primer aniversari dels atemptats. Durant la cerimònia no es va pronunciar cap discurs per petició expressa dels familiars de les víctimes. Tots els assistents van contemplar un silenci rigorós durant cinc minuts; només es va sentir el so de fons d'una jove violoncelista tocant El cant dels ocells de Pau Casals. Els Reis van col·locar-hi una corona blanca amb fulles de llorer amb una cinta morada amb la inscripció "A totes les víctimes del terrorisme" i una altra cinta amb els dos colors de la bandera d'Espanya. Durant tota la tarda del dia 11 i el dia 12 de març milers de madrilenys van acudir a retre-hi homenatge, així com a cada un dels llocs on van esclatar les bombes de l'11 de març. També van assistir a la inauguració presidents de 20 països i altres personalitats, entre les quals:
- Els Prínceps de Girona, Felip i Letícia (També Prínceps d'Astúries)
- José Luis Rodríguez Zapatero, President del Govern d'Espanya
- Kofi Annan, Secretari General de l'ONU
- Mohammed VI, Rei del Marroc
- Hamid Karzai, President de l'Afganistan
- Abdoulaye Wade, President del Senegal
- Marek Belka, President de Polònia
- Maíua Walad Sidaméd Taya, President de Mauritània
- Jorge Sampaio, President de Portugal
- Enric I de Luxemburg, Gran Duc de Luxemburg
- Javier Solana, Ministre d'Afers Estrangers de la Unió Europea
- Josep Borrell, President del Parlament Europeu